# Locri
Locri è un comune italiano di 11 807 abitanti della città metropolitana di Reggio Calabria in Calabria. L'area su cui sorge dista 3 km all'antica Locri Epizefiri, città della Magna Grecia.
La Città è una delle più importanti dell'intera città metropolitana per via del suo ruolo centrale e direttivo dell'intera Locride. Numerosi gli uffici pubblici, le scuole e gli enti sociali presenti sul territorio cittadino. È anche il centro culturale e religioso per il comprensorio, sede della Curia Vescovile della diocesi di Locri-Gerace.

## Geografia fisica
Locri è situata sulla pianura della fascia costiera ionica Reggina, fra il massiccio dell'Aspromonte ed il Mar Ionio. È circondata da parecchie colline da cui si possono ammirare i tipici paesaggi Locridei, agrumeti di ogni genere, fra cui il prezioso bergamotto, uliveti secolari, vigneti, mandorleti, lecceti spontanei, mirteti, gelsomini, ginestre e fichi d'India. Le spiagge locresi, chiamate spiagge dei Greci, sono grandi, incontaminate e disseminate della tipica vegetazione mediterranea, con una particolarità, la presenza dei Carpobrotus e del giglio di mare.

## Origini del nome
Noto fino al 1934 come Gerace Marina, l'attuale nome deriva dall'antica Locri Epizefiri, città magnogreca i cui scavi si trovano parte nel comune di Locri parte nel comune di Portigliola, alcuni km a sud dall'odierno centro abitato.

## Storia
La storia di Locri è strettamente legata alla storia di altri due centri sorti nella zona circostante: Locri Epizefiri, polis della Magna Grecia fondata nel VII secolo a.C., e Gerace, città medievale costruita nel IX secolo.
Dopo la conquista romana di Locri Epizephiri e a seguito sia delle scorrerie saracene e turche che della piaga della malaria, il sito fu progressivamente abbandonato e gli abitanti si spostarono verso le più sicure colline dell'entroterra dove sorse Gerace.
Nel XIX secolo, col ritorno della popolazione verso le zone costiere e grazie anche all'avvento della ferrovia, i Geracesi fondarono Gerace Marina, frazione appartenente al comune di Gerace.
Gerace Marina si sviluppò rapidamente ed acquistò sempre più importanza col trasferimento, da Gerace, di alcune importanti strutture amministrative e commerciali, tra cui il Tribunale e la Banca Popolare nel 1880, fino a divenire comune autonomo nel 1905. La scissione avvenne soprattutto per iniziativa degli abitanti di Gerace, che malsopportavano la progressiva perdita del ruolo direttivo, anche nello stesso ambito comunale, dell'antica città madre. A dare ulteriore slancio alla nuova città costiera furono la nascita e lo sviluppo di importanti attività commerciali ed industriali: ad esempio, le Officine Meccaniche Calabresi (OMC), nei primi anni trenta, impiegavano 200 operai. Nel 1934 il comune di Gerace Marina assunse l'attuale denominazione di Locri.

## Monumenti e luoghi d'interesse

### Siti archeologici
Di particolare interesse è l'area archeologica che si trova circa 3 km a sud del comune. La distanza dalla moderna cittadina ha permesso di preservare quasi integralmente l'antica città greca, tuttavia nei secoli passati gli abitanti della zona hanno usato le pietre di questa città per edificare le nuove case.
Gli scavi archeologici sono stati diretti da Paolo Orsi (1908-1912), Paolo Enrico Arias (1940-1941) e da Giulio Jacopi (1951).
Di particolare interesse è la visita ai resti archeologici dei templi, dei teatri e delle mura di cinta di epoca magnogreca, e soprattutto la visita al Museo Nazionale  che espone migliaia di reperti archeologici di epoca preellenica, magnogreca e romana.

### Monumento ai cinque martiri di Gerace

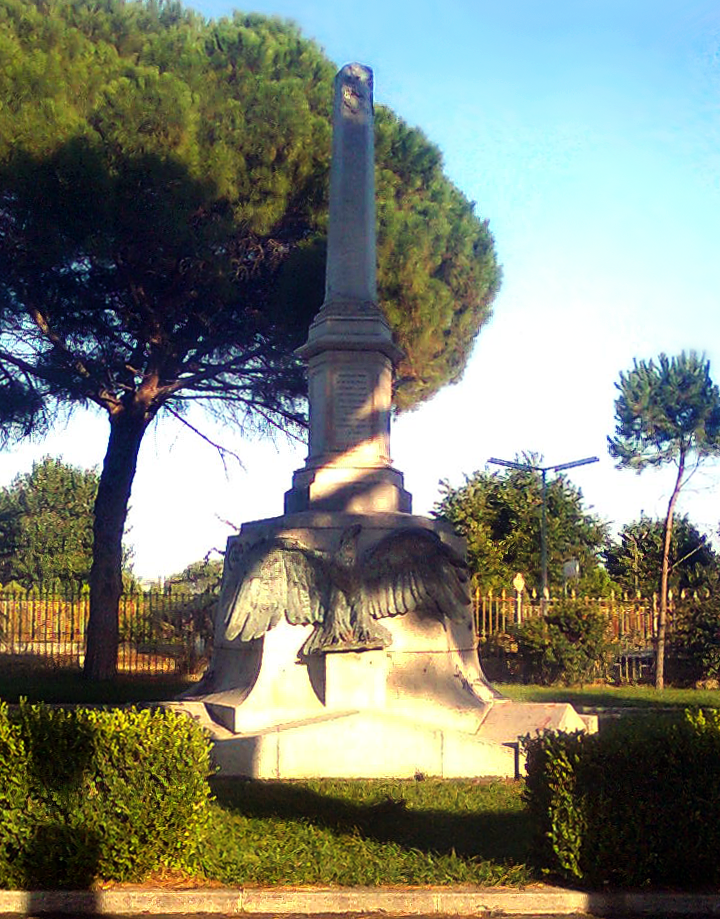
Monumento ai cinque martiri di Gerace

In una villa posta davanti a piazza dei Martiri, la piazza principale della città, fu eretto questo monumento dedicato ai martiri per l'unità nazionale fucilati l'11 ottobre 1847 a Gerace, lavorato da scultori carraresi nel 1872.
Su di esso vi sono le seguenti incisioni (rispettivamente frontalmente e dietro, dal punto di vista della piazza):

### Monumento a Nosside
Nella piazza del lungomare è presente un monumento a Nosside, poetessa magno-greca locrese, scolpito dallo scultore Tony Custureri.

### Monumento ai caduti di Gerace Marina nella prima guerra mondiale
Di fronte al Palazzo comunale è presente un monumento dedicato ai caduti della prima guerra mondiale.

### Cattedrale di Santa Maria del Mastro
Chiesa edificata nel 1933 in stile romanico lombardo e sede della diocesi di Locri-Gerace.

### Chiesa di Santa Caterina
L'origine della chiesa risale al 1843. Fu il primo luogo di culto Locrese e al suo interno conserva sculture lignee processionali risalenti al 1850.

### Chiesa di San Biagio
L'interno mononavata, conserva una tela di V. Valerioti del 1842 rappresentante l'Annunciazione.

### Chiesa di San Filareto
Posizionata sul colle di contrada San Fili, inglobata in un'antica masseria del settecento, sorge questa caratteristica chiesa con campaniletto a vela. Al suo interno è presente un affresco del 1891 raffigurante la Madonna con Gesù, san Gerolamo e San Filareto.

### Palazzo comunale "A. Spinola"
Edificato nel 1880 in stile Rinascimentale, è la struttura pubblica istituzionale più grande della Locride. Fu costruito dai fondatori geracesi di Gerace Marina per trasferirvi gli uffici del circondario di Gerace. Oggi è sede degli uffici comunali ed ospita spesso riunioni ed assemblee territoriali.

### Palazzo "V. Scannapieco"
Costruito nel 1923 in stile Neoclassico, ospitava i bambini abbandonati. Oggi è sede del Liceo Classico "Ivo Oliveti" e dell'Ente Morale "Scannapieco".

### Palazzo "Fondazione G. Zappia"
Risalente al primo novecento, è stato realizzato dal Magistrato Giuseppe Zappia ed è sede dell'omonimo Ente Morale.

### Palazzo "Teotino - Nieddu del Rio"
Uno dei primi palazzi del centro storico, appartenuto alla famiglia geracese Teotino ed in seguito ai Nieddu Del Rio, questi ultimi originari della Sardegna e trasferitisi a Gerace per le funzioni di vescovili di Mons. Giorgio Del Rio. Oggi è sede museale e di congressi.

### Palazzo Scaglione
Fu la prima sede della collezione archeologica locrese. Appartenente agli Scaglione, una famiglia dell'aristocrazia geracese i cui esponenti, nei loro ruoli di amministratori comunali, contribuirono in modo decisivo alla fondazione di Gerace Marina. Ospitò l'archeologo trentino Paolo Orsi.

## Società

### Evoluzione demografica
Abitanti censiti

### Enogastronomia
Piatto tipico Locrese sono le "Alici chjini" (alici ripiene), cucinate in diverse varianti. 
Altri piatti tipici della cucina locrese e dolci della tradizione sono quelli presenti in quasi tutta la provincia di Reggio Calabria. Particolarmente apprezzate sono le granite e i dolci a pasta di mandorla presenti nella maggior parte delle gelaterie e pasticcerie locresi, dove risultano essere vere e proprie specialità per la loro particolare lavorazione.
Numerosi sono i vigneti del tipico vitigno della zona, il Greco di Gerace e Bianco. Molto diffusa inoltre la produzione di formaggi tipici del territorio fra cui il pecorino, il caprino ed il vaccino rigato.
Nel territorio della città vi è inoltre la presenza di un pregiato agrume, la lemoncetta locrese, da cui viene prodotto il tipico liquore.

## Cultura

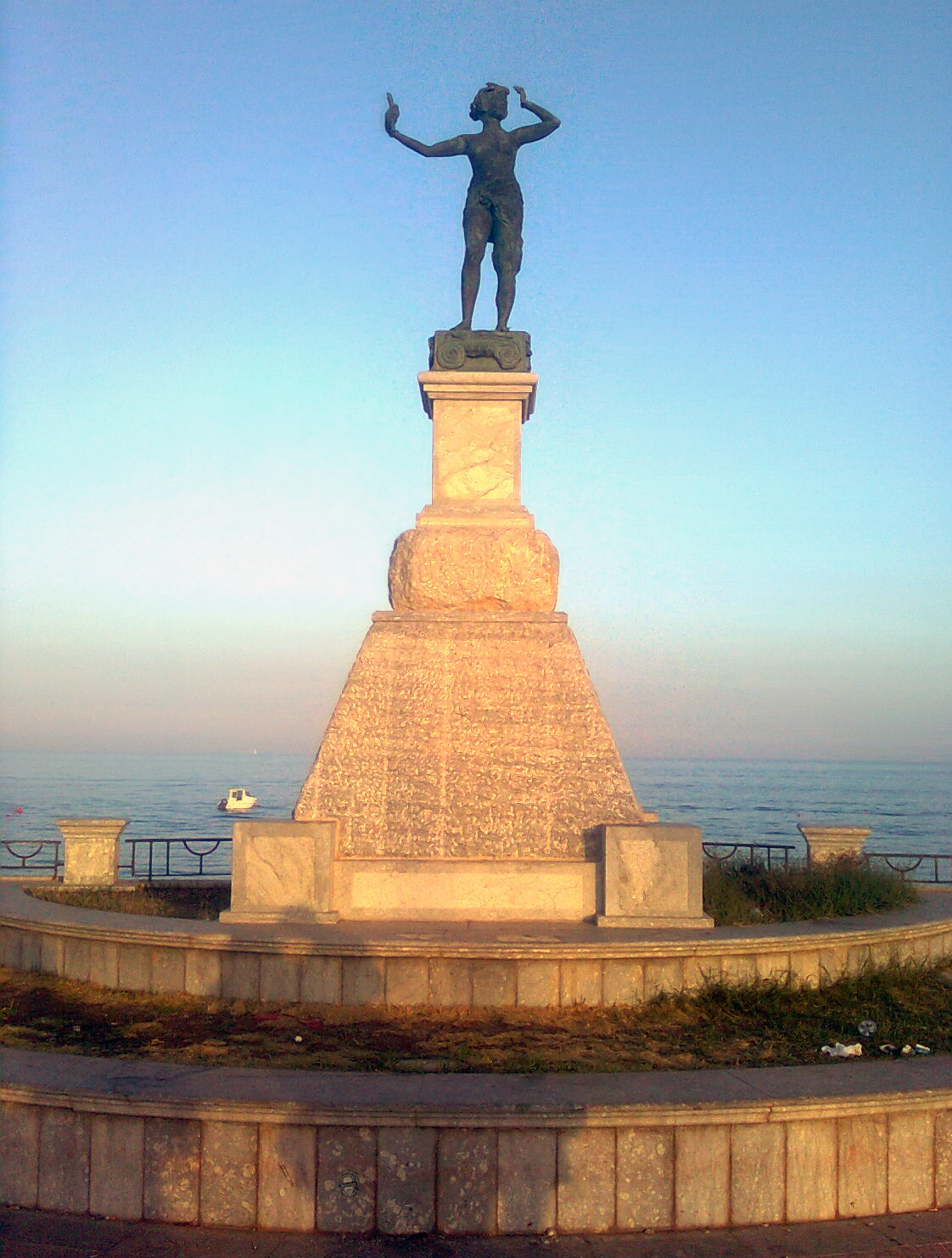
Monumento a Nosside

### Istruzione
Sono presenti vari istituti di istruzione superiore: Liceo Classico (Ivo Oliveti), Liceo Scientifico (Zaleuco), Istituto Alberghiero (Dea Persephone), Liceo Magistrale/delle Scienze Umane (G. Mazzini), Istituto Statale d'Arte (P. Panetta).
Biblioteca Comunale.

#### Musei
- Museo Nazionale di Locri Epizefiri
- Teatro romano di Locri
- Casino Macrì
- Collezione Scaglione
- Museo del Territorio di Palazzo Nieddu del Rio[5]

#### Media
- Tele Locri Editore Pino Cordì
- Casa Editrice Pancallo Francesco

#### Emittenti radiofoniche attuali
- Radio Studio 54 Network
- PromoRadio Network 102.100
- Radio Terme

#### Emittenti radiofoniche del passato
- Tele Radio Luna
- Radio Locri
- Radio Studio Libero
- Tele Radio Furci
- Radio Eco

#### Eventi
- Festa patronale in onore della "Beata Vergine Immacolata", si svolge in agosto ed è caratterizzata da molti spettacoli in varie vie del centro storico cittadino
- Premio nazionale di poesia del "Giugno Locrese"
- Rassegna del Teatro Classico, che si svolge nel Tempio di Marasà, presso l'area archeologica di Locri Antica, ad agosto
- Festival Musica Etnica "A Sud del Sud", ad agosto
- "Locride Summer Village" Musica, Sport, Arte, Cultura, Area Campeggio, ad agosto
- "Locri on Ice", che si svolge nella Piazza dei Martiri, tra dicembre e gennaio
- "Beer Locri", rassegna annuale di birre artigianali.

## Geografia antropica

### Frazioni
Baldarì, Basilea, Calvi, Canneti, Cantorato (Mprenagatti), Capozza, Carbone, Caruso, Centocamere, Gabella, Janchina, Licino, Lucifero, Mantenea, Merici, Moschetta, Paterriti, Pietropaolo, Prologo, Riposo, San Fili, Verga. I confini settentrionali della città (quartiere Basilea) distano solo 1 chilometro dall'abitato di Siderno. Le due città principali della Locride formano quindi un unico agglomerato urbano che accentra le funzioni di direzione economica, commerciale, amministrativa e culturale dell'intero comprensorio. 

## Economia

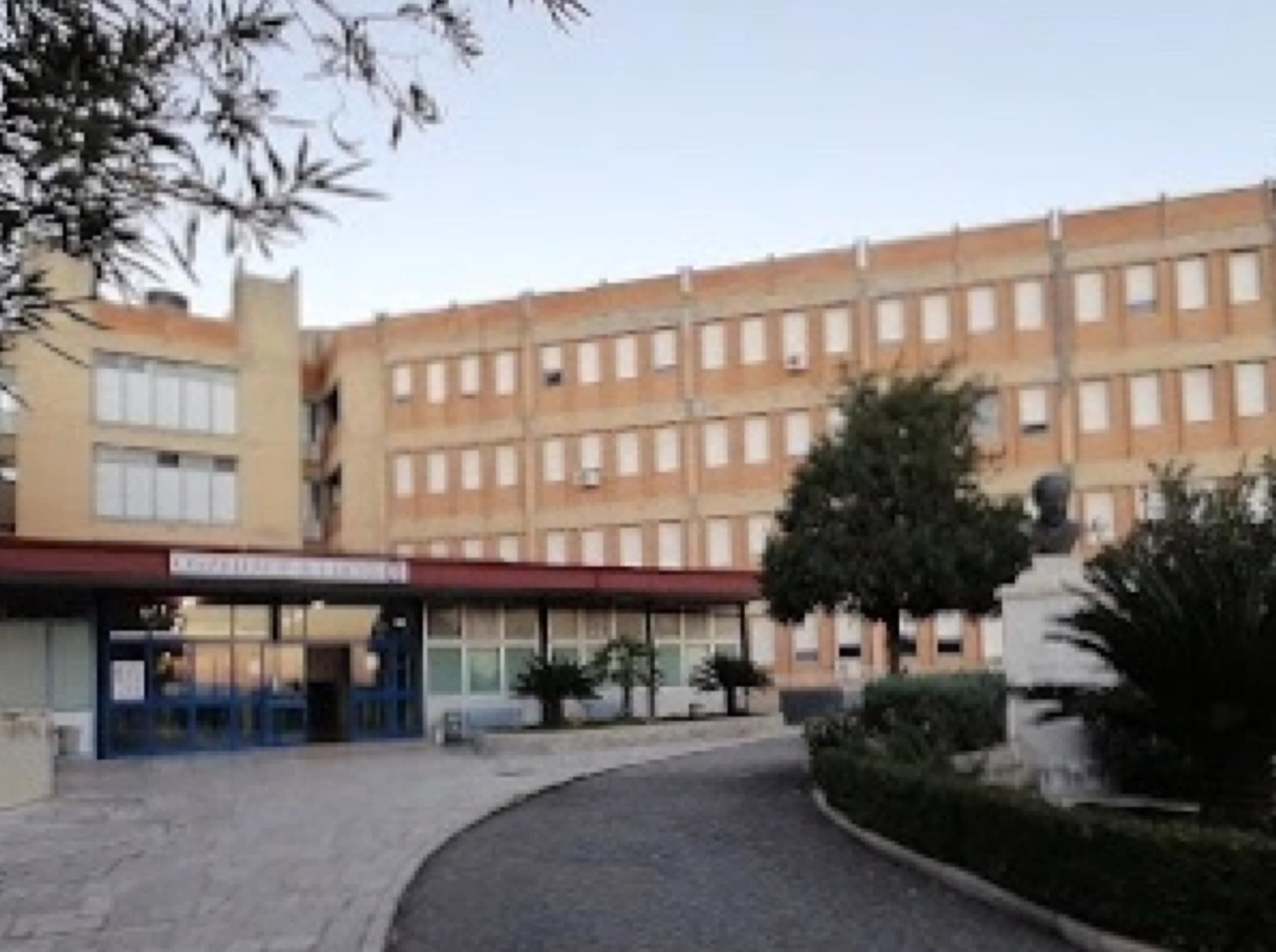
Ospedale di Locri

Locri, a partire dal XX secolo, ha assunto il ruolo di centro amministrativo e culturale del territorio circostante, ospitando numerosi uffici. Tra questi: le scuole, i licei, il tribunale penale e civile, la sede vescovile, le banche, un grande ospedale, l'ufficio di collocamento, tre uffici postali, l'archivio di Stato, l'ufficio delle imposte, la casa circondariale, la caserma dei Carabinieri, quella della Guardia di Finanza ed il posto di Polizia Ferroviaria.
Vi sono inoltre varie aziende agricole specializzate nella produzione di agrumi, mandorle, fragole, frutti di bosco e prodotti tipici del territorio con gli allevamenti di bovini autoctoni, ovini e suini, fra cui il pregiato Maiale nero d'Aspromonte.

## Infrastrutture e trasporti

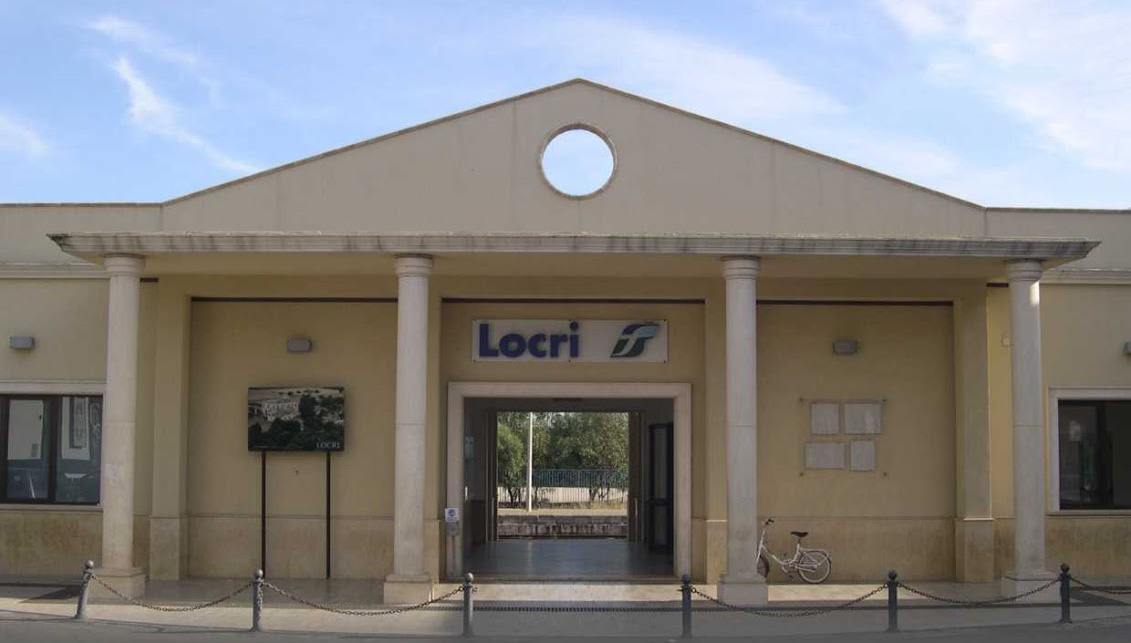
Stazione di Locri

### Strade
Sulla SS 106 Jonica si trova lo svincolo per la città. Da Locri inoltre ha inizio la Strada Provinciale 1 (ex SS 111) che collega Locri a Gioia Tauro.

### Ferrovie
La città è servita dalla stazione ferroviaria di Locri, posta sulla linea Taranto-Reggio di Calabria. Dispone anche di una stazione di autobus.

## Sport

### Calcio

#### Calcio a 11 maschile
- A.C. Locri 1909
- Amatori Calcio Locri
- A.S.D. Accursi Football Academy giovanili
- Audax Locri giovanili

#### Calcio a 5 maschile
- P.G.S Locride under 14/18

#### Calcio a 5 femminile
- A.S.D. Sporting Femminile Locri

### Pallacanestro
- Eutimo Basket Locri

### Tennis
- Garden Club "Riccio"

### Altri sport
- A.S.D. Circolo Ippico della Locride "Il Palazzo" scuola di equitazione
- Associazione Sportiva Dilettantistica P.G.S. Locride
- Volley Libertas Locri 1990
- A.S.D. Scacchi Città di Locri 2004
- A.S.D. Podisti Locri
- A.S.D. Ciclisti R. Sgambelluri
- Scuola Subacquea Flabellina Sub Locri
- A.S.D. Warriors Paintball Locri
- LEGIONE ZEPHIRO squadra dilettantistica softair